# Кампобелло-ді-Ліката
Кампобелло-ді-Ліката (італ. Campobello di Licata, сиц. Campubbeddu) — муніципалітет в Італії, у регіоні Сицилія,  провінція Агрідженто.
Кампобелло-ді-Ліката розташоване на відстані близько 530 км на південь від Рима, 110 км на південний схід від Палермо, 30 км на схід від Агрідженто.
Населення — 10 266 осіб (2014).
Щорічний фестиваль відбувається 24 червня. Покровитель — святий Іван Хреститель.

## Демографія
Населення за роками:

Станом на 1 січня 2023 року в муніципалітеті офіційно проживало 367 іноземців з 31 країни, серед них 260 громадян країн Євросоюзу та 6 громадян України.

## Сусідні муніципалітети
- Канікатті
- Ліката
- Наро
- Равануза